# Dusevo
Dusevo község Bulgáriában, az ország északi felében, Gabrovo megyében, Szevlievo kistérségben.

## Fekvése
Szevlievótól 11 km-re délnyugatra fekvő település.

## Leírása
A község neve 1956-ig Dusovo volt. A település a Balkán-hegység északi elővonulatai mellett, a Vidima folyó völgyében található, a folyó keresztülfolyik a településen is. 
Átlagos tengerszint feletti magassága 200 m. Lakóinak száma 1320 fő volt 2015-ben.